# Klasztor w Zamartem
Klasztor w Zamartem − dom zakonny karmelitów bosych w Zamartem w powiecie sępoleńskim, w województwie kujawsko-pomorskim, na terenie diecezji pelplińskiej. Jest domem nowicjackim, siedzibą parafii pw. Narodzenia NMP.

## Konwent franciszkanów
Po bitwie pod Grunwaldem w Zamartem wzniesiono murowny niewielki kościół pw. Narodzenia NMP, w którym czczono cudami słynącą figurkę Matki Boskiej. Ofiary składane przez wiernych w tej świątyni przekazywano z polecenia wielkiego mistrza Michała Küchmeistera von Sternberga siostrom cysterkom w Chełmnie i Toruniu. Zakonnice utrzymywały przy kościele kapłana.
W 1744 pan Zamartego, kasztelan gdański Jan Michał Grabowski rozpoczął starania w celu sprowadzenia do Zamartego franciszkanów-bernardynów, by rozwinąć kult Matki Boskiej i otoczyć lepszą opieką duszasterską mieszkańców wioski i okolicy. Uzyskano wówczas aprobatę na piśmie arcybiskupa gnieźnieńskiego Krzysztofa Szembeka, odpowiednich dykasterii rzymskich oraz generała zakonu Rafała de Rossi da Lugagnano OFM. Starania trwały od 1745 do 1750. Bernardyni przybyli do Zamartego z konwentu we Wschowie w 1747. Od początku podstawą ich utrzymania była kwesta w okolicznych gospodarstwach. Zakonnicy posiadali też niewielkie gospodarstwo rolne, ogród i browar.
Budynek klasztorny z prostokątnym wirydarzem powstawał w latach 1752–1759. Pracami kierował o. Mikołaj Mastewicz. W 1776 rospoczęto budowę nowego kościoła klasztornego. Trzynawowa świątynia z podziemną kryptą grzebalną została ukończona w 1779. Kościół konsekrował 9 lipca 1780 biskup pomocniczy chełmiński Fabian Franciszek Pląskowski. Fundatorami kościoła byli m.in.: bp Adam Stanisław Grabowski, kasztelanowa chełmińska Elżbieta Grabowska, kasztelanic elbląski Ignacy Grabowski, skarbnik wschowski Stanisław Wałdowski, kasztelanowa bydgoska Bleszczyńska, kasztelanic gdański Józef Czapski, generał Stanisław Skórzewski, rejent pyzdrski Jan Rolbiecki. Stalle, ławki i meble w zakrystii wykonał franciszkanin br. Paschalis Kleszczyński OFM, polichromię br. Paschalis Wołos OFM. W kolejnych latach klasztor wspierał nowy właściciel Zamartego, podkomorzy króla pruskiego Jan Kazimierz Osten-Sacken.
Rezydencja ustanowiona została oficjalnie domem zakonnym w 1775, w trzy lata po I rozbiorze Polski, kiedy to Zamarte znalazło się w granicach Królestwa Pruskiego. Oprócz zwykłej działalności duszpasterskiej prowadzonej w kościele klasztornym, franciszkanie głosili misje święte w językach polskim i niemieckim, zabiegali też o nawrócenia z protestantyzmu. Do miejscowych bractw św. Anny (od 1777) i Serca Pana Jezusa (od 1780) zapisywali się okoliczni ziemianie i chłopi. Szerzono kult figurki Matki Bożej a także kopii obrazu Matki Boskiej Częstochowskiej.
Znane są imiona i nazwiska następujących przełożonych bernardyńskiej wspólnoty w Zamartem:
- Wawrzyniec Estka − 1756, zmarł 16 października 1762
- Antoni Czarnowski − 1766
- Marian Fiała − 11 czerwca 1792
- Władysław Schragfer − 18 lutego 1813
- Franciszek Schragfer − 1 sierpnia 1816

W 1821 Zamarte przeszło z archidiecezji gnieźnieńskiej do diecezji chełmińskiej. Władze pruskie stosowały wobec zakonników liczne kontrole, wymagano przeprowadzenia spisu osób i majątku. Po 1795 polityka rządu pruskiego stała się jawnie wroga, zaczęto dążyć do całkowitej likwidacji życia zakonnego. Fryderyk Wilhelm III podpisał 30 października 1810 ustawę znoszącą klasztory w państwie. Klasztor w Zamartem zlikwidowano w 1826, w momencie śmierci ostatniego zakonnika o. Kasjana Dzierżyńskiego OFM. W 1842 urządzono w konwencie diecezjalny dom księży emerytów.
Gdy w 1850 uchwalono w Prusach nową konstytucję, podjęto próbę odrodzenia życia zakonnego, w tym i franciszkańskiego. W 1870 klasztor w Zamartem wszedł do reformackiej Prowincji Niepokalanego Poczęcia NMP w Prusach i w Wielkim Księstwie Poznańskim. Franciszkanie-reformaci kontynuowali prowadzenie domu dla księży emerytów diecezji chełmińskiej. Reformatom udało się utrzymać placówkę zakonną w Zamartem do 1875, kiedy to na mocy nowej ustawy rządowej z 31 maja, ponownie dokonano kasaty wszystkich domów zakonnych w Prusach, poza konwentami, gdzie opiekowano się chorymi.

## Klasztor karmelitański
W 1994 biskup pelpliński zlecił prowadzenie miejscowej parafii, którą erygowano w 1930, karmelitom bosym z prowincji warszawskiej. Karmelici ustanowili w klasztorze przeorat w 1999. Od 1994 w klasztor jest prowincjalnym domem nowicjackim.